# Хэггблум, Аларик
Аларик Хэггблум (швед. Alarik Häggblom; 14 марта 1914, Вордё, Або-Бьёрнеборгская губерния — 7 мая 1995, Мариехамн) — политик Аландских островов; премьер-министр правительства Аландов (1972—1979).

## Биография
Родился 14 марта 1914 года в Вордё, в Або-Бьёрнеборгской губернии, в Великом княжестве Финляндском.
В качестве депутата Парламента Аландских островов представлял аландскую либеральную партию.
С 1 июля 1972 по 1 января 1979 года был премьер-министром правительства Аландов.
Скончался 7 мая 1995 года в Мариехамне на Аландских островах.